# 拉格斯代爾 (印地安納州)
拉格斯代爾（英語：Ragsdale）是位於美國印地安納州諾克斯縣的一個人口普查指定地區。

## 人口
根據2010年美國人口普查的數據，拉格斯代爾的面積為14.43平方千米，當中陸地面積為14.43平方千米，而水域面積為0.00平方千米。當地共有人口129人，而人口密度為每平方千米8.94人。